# Maidloris
Die Maidloris (Vini) sind eine Gattung kleiner Loris, die auf den tropischen Pazifikinseln vorkommen. Es sind elf rezente und zwei ausgestorbene Arten bekannt. Das Verbreitungsgebiet reicht von den östlichen Fidschi-Inseln, über Samoa, Französisch-Polynesien weiter östlich bis zur Hendersoninsel. Der Körper ist gedrungen und der kurze Schwanz ist gerundet. Die länglichen, aufgerichteten Kronenfedern haben hervorstehende Schaftstreifen. Besonders auffällig sind der Ultramarinlori (Vini ultramarina) und der Saphirlori (Vini peruviana) mit ihrem leuchtendblauen Gefieder völlig ohne Grünanteile. Es gibt keinen Sexualdimorphismus, jedoch unterscheiden sich die juvenilen Vögel von den Altvögeln.
Die Populationen der Maidloris sind vor allem durch Lebensraumzerstörung sowie eingeschleppte Beutegreifer und Ratten bedroht. Der Rubinlori (Vini kuhlii) und der Ultramarinlori (Vini ultramarina) sind stark gefährdet, der Hendersonlori (Vini stepheni) und der Saphirlori (Vini peruviana) sind gefährdet. Lediglich der Blaukappenlori (Vini australis) ist nicht gefährdet. Zwei Arten, Vini sinotoi und Vini vidivici, sind nur durch subfossiles Knochenmaterial bekannt.

## Arten und ihre Verbreitung
- Blaukappenlori (Vini australis). Verbreitung: ʻAlofi, Fotuhaʻa, Fulago, Futuna, Haʻafeva, Niuafoʻou, Moce, Niuē, Ofu, Olosega, Sāmoa, Savaiʻi, Tafahi, Taʻu, Tofua, Tonga, Tungua, ʻUiha, ʻUpolu, Varoa, Vavaʻu und Voleva.
- Rubinlori (Vini kuhlii). Verbreitung: Rimatara, Teraina, Atiu in den Cookinseln
- Hendersonlori (Vini stepheni). Verbreitung: Hendersoninsel in den Pitcairninseln
- Saphirlori (Vini peruviana). Verbreitung: Motu, Manuae, Tikehau, Rangiroa, Aratua, Kaukura, Apataki, Aitutaki und vermutlich Harvey Island und Manihi.
- Ultramarinlori (Vini ultramarina). Verbreitung: Ua Huka in den Marquesas
- Salomonenlori oder Meeks Zierlori (Vini meeki). Verbreitung: Salomonen, Bougainville
- Rotkinnlori (Vini rubrigularis). Verbreitung: Neubritannien, Neuirland, Karkar, Neuguinea
- Palmenlori (Vini palmarum). Verbreitung: Neue Hebriden, Duff-Inseln, Santa-Cruz-Inseln und Banks-Inseln
- Einsiedlerlori (Vini solitaria). Verbreitung: Lau-Archipel, Wallis und Futuna, Savaiʻi, Upolu, Aleipata und Manuainseln
- Diademlori (Vini diadema). Verbreitung: Neukaledonien
- Rotschenkellori (Vini amabilis). Verbreitung: Fidschi-Inseln

### Ausgestorbene Arten
- Vini sinotoi. Verbreitung: Ua Huka, Hiva Oa und Tahuata in den Marquesas sowie Huahine in den Gesellschaftsinseln
- Vini vidivici. Verbreitung: Hiva Oa, Ua Huka und Tahuata in den Marquesas sowie Huahine in den Gesellschaftsinseln